# 義興縣 (霍州)
義興縣，蕭梁設置的縣。當在今安徽霍山縣附近。
梁置，屬霍州岳安郡，入北魏仍設置。